# Jean-Louis Akpa-Akpro
Jean-Louis Akpa-Akpro (Tolosa, 4 gennaio 1985) è un calciatore francese, attaccante del Glossop.

## Biografia
Nasce in una famiglia di calciatori. Infatti anche i suoi fratelli, Jean-Daniel Akpa-Akpro e Jean-Jacques Akpa-Akpro, hanno avuto un passato nel Tolosa.
Possiede il passaporto ivoriano.